# Doc Martin (série télévisée, 2011)
Doc Martin est une série télévisée française en 26 épisodes de 52 minutes adaptée de la série britannique homonyme Doc Martin (en) et diffusée entre le 10 janvier 2011 et le 27 avril 2015 sur TF1. Le scénariste Éric Kristy a écrit la bible d'adaptation et les deux épisodes pilotes de la saison 1. Les épisodes suivants ainsi que la saison 2 ont été écrits par divers auteurs de télévision.
L’intégralité des saisons sont disponibles depuis janvier 2024 sur la plateforme TF1+.

## Synopsis
Martin Le Foll, chirurgien lyonnais réputé, est un jour frappé d'hématophobie. Ne pouvant plus opérer, il se résout à s'installer médecin généraliste. Il choisit pour ça de reprendre le cabinet médical vacant du petit port breton où il passait ses vacances enfant. L'adaptation va être compliquée pour ce professionnel rigoureux et rigide.

## Distribution

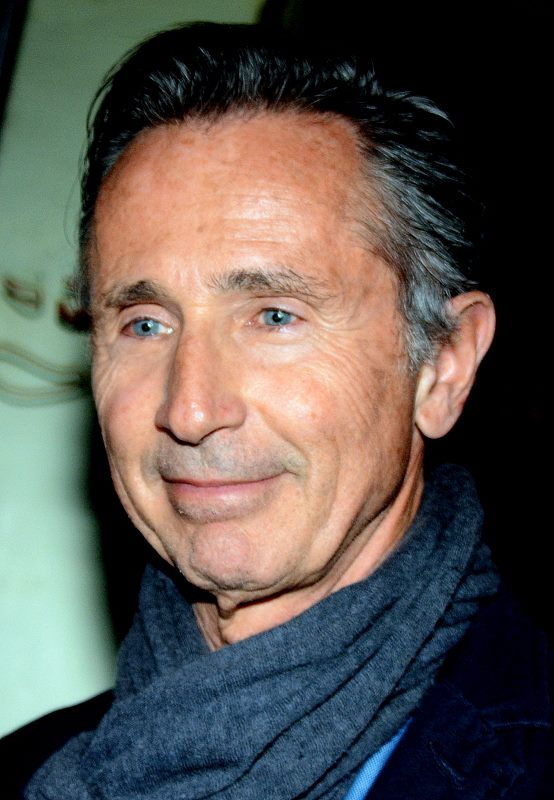
Thierry Lhermitte, l'interprète du rôle-titre

### Acteurs principaux
- Thierry Lhermitte : Docteur Martin Charles Napoléon Le Foll
- Natalia Dontcheva : Julie Derville-Le Foll
- David Strajmayster : Le policier municipal Mario Gratsky
- Justine Bruneau de la Salle : Clémentine Vincenti
- Muriel Combeau : Anita Gauthier
- Bruno Gouery : Romaric Groslay
- Joel Lefrancois : Bernard Groslay
- Dominique MacAvoy : Tante Jeanne
- Chick Ortega : Jacky Leroy
- Clair Jaz : Marie-Jo Saint André
- Tatiana Goussef : Françoise Perez
- André Chaumeau : M. le maire
- Yannick Landrein : Ludo Leroy
- Hervé Mahieux : Kevin Lebars
- Thierry Barbet : Patrick Lebars
- Catherine Bellami : Francine Leroy
- Xavier Brossard : Serge Filippi

### Acteurs secondaires

#### Saison 1
- Michel Wyn : M. Jouard
- Antoine Fonck : Antoine
- Thierry Nenez : Pierre Vincenti
- Camille Claris : Mélanie
- Marie-Laetitia Bettencourt : Laura
- Nolwenn Korbell : Mme Richard
- Violette Lescoat : Carine Richard
- Pierre Kerhervé : Jérôme Richard

#### Saison 2
- Martin Lamotte : Victor de Kervadec
- Thomas Solivéres : Eudes de Kervadec
- Hubert Benhamdine : Clothaire de Kervadec
- Lucie Chabaudie : Cathy
- Sandrine Bodénès : Solange, la masseuse
- Noémie Kocher : Marina Prat
- Jérémie Covillault : Philippe Prat
- Valéry Schatz : Mathieu
- Guy Marchand : Jacques Le Foll, père de Martin Le Foll
- Blanche Raynal : Marie le Foll, mère de Martin Le Foll
- Marthe Villalonga : Muriel Lecomte
- Arnaud Giovaninetti : Dany Lecomte

#### Saison 3
- Bruno Lochet : Flavien Saint-André
- Calixte Broisin-Doutaz : Romuald Saint-André
- Enzo Tomasini : Samuel Saint-André
- Isilde Relmy-Cardineau : Elodie Saint-André
- Ambre N'Doumbé : Jade Saint-André
- Ophélie Winter : Rebecca Mikelin
- Christophe Alévêque : Jacques Becfin
- Gil Alma : un électricien
- Arielle Dombasle : Hortense Le Foll
- Jean-Marie Lamour : José Legrand / Balthazar « Bal » Le Foll
- Macha Méril : Bernadette Derville, mère de Julie Derville-Le Foll
- Eythan Solomon : Martin Le Foll Junior

#### Saison 4
- Yvan le Bolloc'h : Robert Martin
- Jean-Luc Bideau : Docteur Fauvet
- Adriana Karembeu : Adriana Soupov
- Élodie Hesme : Eliette
- Fabrice Deville : Yann
- Didier Bénureau : Bernard Voizot
- Frédérique Bel : Catherine de Pougeac
- Benjamin Baroche : Rémi de Pougeac
- Alain Bouzigues : Helmut
- Eythan Solomon : Martin Le Foll Junior
- Rachid Tektouf : le préfet

## Production

### Tournage
TF1 a donné son feu vert à l'écriture de la saison 1 en octobre 2009.
Le tournage de la saison 1 s'est déroulé du 9 avril au 9 juillet 2010 principalement à Doëlan (Clohars-Carnoët) dans le Finistère mais aussi en région parisienne. D'autres courtes scènes ont été tournées en Bretagne Sud comme à Lanester, Lignol, Quimperlé, Riec-sur-Bélon, Tregunc, Nostang, Pont-Aven et Mellac.
Le tournage de la saison 2 se déroule du 15 mai 2011 au 15 septembre 2011. La saison 4 de juillet à octobre 2014.[réf. nécessaire]
Malgré des réticences de la part de Thierry Lhermitte lors du festival international du film d'amour de Mons, le tournage de la saison 4 a lieu de juillet à octobre 2014 en sa présence à Doëlan, dans le Finistère, et sa diffusion est annoncée en Belgique pour le 29 mars 2015 et le 20 avril 2015 sur TF1.
L'acteur principal Thierry Lhermitte annonce en mars 2015, à l'occasion de la diffusion de la quatrième saison, qu'il arrête la série. Il préfère se consacrer à la nouvelle série Les Témoins sur France 2. Son remplaçant, déjà pressenti, est Yvan le Bolloc'h qui fait une apparition dans le dernier épisode de la quatrième saison et qui porte également le nom de Martin dans l'épisode Martin les doigts d'or,. Cependant, la série ne connaîtra jamais de cinquième saison.

## Épisodes

### Saison 1 (2010-2011)
| № | # | Titre                   | Réalisation       | Scénario            | Audiences    | Première diffusion |
| --- | - | ----------------------- | ----------------- | ------------------- | ------------ | ------------------ |
| 1 | 1 | Bienvenue à Port-Garrec | Jean-Michel Fages | Eric Kristy         | 8,9 millions | 10 janvier 2011    |
| Chirurgien renommé au CHU de Lyon, le docteur Martin Le Foll est soudain victime d'hématophobie. Il décide d’aller s'installer à Port-Garrec pour remplacer le médecin généraliste récemment parti. Mais Doc Martin est loin d'être sympathique et les ouvriers, la standardiste et tout simplement les habitants du Port-Garrec ne vont guère arranger la situation. Doc Martin, bienvenue à Port-Garrec ! |   |                         |                   |                     |              |                    |
| 2 | 2 | Trop, c'est trop !      | Jean-Michel Fages | Eric Kristy         | 8,2 millions | 10 janvier 2011    |
| Le doc Martin a beaucoup de mal à s'adapter à sa nouvelle situation, ou tout simplement à sa nouvelle vie. Si les habitants de Port-Garrec faisaient quelque peu des efforts, les choses seraient plus simples, mais ils sont loin d'apprécier Monsieur Le Foll. Et vice-versa. Entre une institutrice nymphomane et un gardien de la paix un peu débile, Martin n'est pas prêt d'apprécier sa mutation.    |   |                         |                   |                     |              |                    |
| 3 | 3 | Amour de jeunesse       | Arnaud Sélignac   | Eric Kristy         | 7,3 millions | 17 janvier 2011    |
| Toujours aussi apprécié par ses patients, Martin en voit de toutes les couleurs : alors qu'une jeune fille se prend d'amour pour lui et qu'il craint la réaction du père, catcheur professionnel, Martin voit revenir un amour de jeunesse. Un escroc, ancien amant de sa tante Jeanne revient après des années de silence. Martin craint le retour de cet escroc, qui lui aussi, est loin de l'apprécier.  |   |                         |                   |                     |              |                    |
| 4 | 4 | Le grand mal            | Jean-Michel Fages | Stéphane Kazandjian | 7 millions   | 17 janvier 2011    |
| Souci médical à Port-Garrec. Alors que sa standardiste l'insupporte, Martin soupçonne une épidémie de gastro-entérite. Et ce soupçon va être de beaucoup apprécié par les habitants de Port-Garrec. Pourquoi ces derniers ripostent à Martin, à l'idée qu'il mette en place un plan de sûreté pour une histoire de gastro ? Que s'est-il passé des années plus tôt ?                                        |   |                         |                   |                     |              |                    |
| 5 | 5 | Mon ami Jean-Pierre     | Arnaud Sélignac   | Stéphane Kazandjian | 6,7 millions | 24 janvier 2011    |
| Martin a un nouveau patient : Édouard. Ce dernier est garde-chasse et il partage de nombreux points communs avec lui. Se serait-il fait un « nouvel » ou plutôt premier ami à Port-Garrec ? Il doit s'occuper de Jean-Pierre, un ami… imaginaire d'Édouard. |   |                         |                   |                     |              |                    |
| 6 | 6 | En vous souhaitant !    | Arnaud Sélignac   | Alexis Le Sec       | 6,6 millions | 24 janvier 2011    |
| Tout se passe pour le mieux pour Martin : il voit le retour de Filippi, qu'il est loin d'apprécier, un de ses anciens élèves lorsqu'il enseignait la médecine à Lyon. |   |                         |                   |                     |              |                    |

### Saison 2 (2011)
| № | # | Titre                          | Réalisation      | Scénario        | Audiences     | Première diffusion |
| --- | - | ------------------------------ | ---------------- | --------------- | ------------- | ------------------ |
| 7 | 1 | Le retour de l'enfant prodigue | Stéphane Clavier | Daive Cohen     | 6,2 millions  | 21 novembre 2011   |
| Alors qu'une épidémie semble toucher les enfants de Port-Garrec, Doc Martin est perturbé par l'arrivée d'un rival potentiel. Parti 15 ans plus tôt de Port-Garrec sans donner d'explication, Monsieur Lecomte Dany revient subitement dans son village natal. Arrivé par bateau, il prétend être allé en Amérique Latine et joue l'aventurier, empreint de mysticisme et de médecine parallèle. Ancien amoureux de Julie, l'institutrice, il a la ferme intention de la reconquérir. Face à ses manœuvres, Martin doit sortir de sa réserve et déclarer sa flamme à Julie. Avec maladresse, le célibataire endurci multiplie les tentatives d'approche. |   |                                |                  |                 |               |                    |
| 8 | 2 | Que fait la police ?           | Stéphane Clavier | Edmond Bensimon | 5,3 millions  | 21 novembre 2011   |
| Y aurait-il un sérial killer à Port-Garrec ? Devant la panique qui gagne le bourg, seul Martin garde la tête froide malgré les assauts de Mme Perez, bien décidée à remplacer Julie dans le cœur du Doc Martin. |   |                                |                  |                 |               |                    |
| 9 | 3 | La baronne de Port-Garrec      | Stéphane Clavier | Olivier Fox     | 5,8 millions  | 28 novembre 2011   |
| Doc Martin tente par tous les moyens de soigner les Kervadec, vieille famille noble de Port-Garrec. Y parviendra-t-il ? |   |                                |                  |                 |               |                    |
| 10 | 4 | La nuit de l'amour             | Stéphane Clavier | Alain Robillard | 5,3 millions  | 28 novembre 2011   |
| La Saint-Valentin sème le trouble à Port-Garrec. Mario, le policier municipal, trouve enfin l’amour auprès d’une étrange jeune femme de passage, pendant que Martin se retrouve embarqué dans une émission sur les confidences amoureuses à la radio. Va-t-il savoir profiter de cette situation pour reconquérir Julie ? |   |                                |                  |                 |               |                    |
| 11 | 5 | Le bulot d'or                  | Didier Delaître  | Elodie Namer    | 5,92 millions | 5 décembre 2011    |
| Martin est sur tous les fronts. La visite surprise de ses parents, après des années de silence, peut-elle l’amener à se réconcilier avec eux ? Et comment détourner Julie de la demande en mariage pressante que vient de lui faire Dany ? |   |                                |                  |                 |               |                    |
| 12 | 6 | Toute la vérité                | Didier Delaître  | Olivier Fox     | 5,54 millions | 5 décembre 2011    |
| Les masques tombent à Port-Garrec : la fiancée de Mario est une fugueuse et la supercherie de Dany est démasquée. Martin va-t-il, enfin, partager son amour avec Julie ? |   |                                |                  |                 |               |                    |

### Saison 3 (2012-2013)
La troisième saison est diffusée sur TF1 du lundi 21 janvier 2013 au lundi 11 février 2013. Si les deux premières saisons étaient composées de six épisodes diffusés sur trois semaines, celle-ci en comporte huit, diffusés donc sur quatre semaines. Dans cette saison, des guest-stars sont venus jouer un rôle plus ou moins important, à savoir notamment Ophélie Winter, Arielle Dombasle et Macha Méril.
L'épisode 3 de la saison aurait probablement dû être le premier chronologiquement car le personnage de Rebecca est évoqué par celui de Julie dès le premier épisode de la saison (alors qu'elles ne sont pas censées s'être déjà rencontrées).
| № | # | Titre                    | Réalisation                          | Scénario                                            | Audiences     | Première diffusion |
| --- | - | ------------------------ | ------------------------------------ | --------------------------------------------------- | ------------- | ------------------ |
| 13 | 1 | L'amour dans l'œuf       | Jean - Pierre Sinapi                 | Stéphane Kaminka                                    | 5,8 millions  | 21 janvier 2013    |
| Doc se voit solliciter sur tous les côtés. Julie pense être enceinte de lui et il n'arrive pas à décider si c'est une bonne ou une mauvaise nouvelle. Jade, la fille aînée de Marie-Jo, ne tient pas en place et épuise tout son entourage, sans raison apparente. Mario souffre de crises de narcolepsie... Martin va devoir remettre de l'ordre dans tout cela |   |                          |                                      |                                                     |               |                    |
| 14 | 2 | La grande épidémie       | Jean - Pierre Sinapi                 | Stéphane Kaminka                                    | 4,95 millions | 21 janvier 2013    |
| Une épidémie assez grave de gastro-entérite fait souffrir nombre d'habitants de Port-Garrec. Les décorations faites de mollusques et de crustacés que madame Perez fait apposer dans toute la ville en sont-elles responsables ou est-ce l'invasion de mouettes «étrangères» au village ? Martin se charge de résoudre le problème. |   |                          |                                      |                                                     |               |                    |
| 15 | 3 | La belle de Port-Garrec  | Jean - Pierre Sinapi                 | Brigitte Bémol                                      | 5,5 millions  | 28 janvier 2013    |
| Pour des raisons diverses, l’arrivée de Rebecca, héritière d’un célèbre guide touristique, perturbe la tranquillité de Port-Garrec. Mario voudrait la séduire pour ne pas être élu "Célibataire de l’année". Martin s’inquiète de ses étranges allergies et madame Perez souhaiterait que son village trouve une place de choix dans la prochaine édition du guide. La zizanie guette… |   |                          |                                      |                                                     |               |                    |
| 16 | 4 | Blackout                 | Jean - Pierre Sinapi                 | Brigitte Bémol                                      | 4,8 millions  | 28 janvier 2013    |
| Rien ne va plus à Port-Garrec, les Groslay ont fait sauter le réseau électrique en tentant de le raccorder frauduleusement à la paillote. Lors de « l'opération », Romaric s'est violemment cogné la tête en tentant de sauver son père qui manquait de s'électrocuter . Tout le village se retrouve donc privé d'électricité depuis trois jours puisque le réparateur envoyé par EDF ne trouve pas l'origine de la panne.                                                                                           |   |                          |                                      |                                                     |               |                    |
| 17 | 5 | L'inconnu de Port-Garrec | Francois Velle, Jean - Pierre Sinapi | Brigitte Bémol                                      | 5,19 millions | 4 février 2013     |
| Un inconnu amnésique est découvert sur la plage. Tout le village l'accueille à bras ouverts. Mais l'homme s'avère être un usurpateur recherché par la police. Et le livrer à la justice serait le condamner à mort, car il est extrêmement malade. Seul Martin peut le sauver, en pratiquant une opération ! |   |                          |                                      |                                                     |               |                    |
| 18 | 6 | Un conjoint en poste     | Francois Velle, Jean - Pierre Sinapi | Brigitte Bémol                                      | 4,7 millions  | 4 février 2013     |
| Julie va devoir quitter Port-Garrec car la mutation qu'elle avait demandée il y a bien longtemps vient de lui être accordée. Et pour pouvoir annuler cette mutation, il n'y a qu'une possibilité : avoir un conjoint en poste à Port-Garrec. Il faut absolument que Martin l'épouse dans les trois jours ! |   |                          |                                      |                                                     |               |                    |
| 19 | 7 | Un corbeau et des baffes | François Velle                       | Stéphane Kaminka                                    | 5,36 millions | 11 février 2013    |
| Martin s'est fait voler ses dossiers médicaux ! Les secrets des patients sont dans la nature et Martin et Mario mènent l'enquête. Alors que les pistes sont maigres, des lettres d'un mystérieux corbeau arrivent dans les boites aux lettres des habitants de Port-Garrec, révélant les secrets intimes des habitants grâce aux dossiers de Martin ! |   |                          |                                      |                                                     |               |                    |
| 20 | 8 | Madame Le Foll           | François Velle                       | Stéphane Kaminka, François Velle, Anne-Marie Catois | 4,9 millions  | 11 février 2013    |
| Alors que Port-Garrec s'apprête à célébrer en grande pompe le mariage du docteur Martin Lefoll et de Julie, l'institutrice du village, une bombe va exploser et mettre à mal les projets matrimoniaux du Doc et les projets de festivités des habitants. En effet, à quelques jours de la cérémonie, Hortense, une très belle quadragénaire s'installe pour l'été dans une maison du village. Très vite, elle se fait connaître de tous sous le nom de... Hortense Le Foll et prétend être l'épouse légitime du Doc. |   |                          |                                      |                                                     |               |                    |

### Saison 4 (2015)
La quatrième saison composée de six épisodes est diffusée du 29 mars au 6 avril 2015 en Belgique et sur TF1 du 20 avril au 27 avril 2015. Ce sera la dernière saison avec Thierry Lhermitte. Dans cette saison, des guest-stars sont venus jouer un rôle plus ou moins important, à savoir notamment Yvan le Bolloc'h, Adriana Karembeu et Frédérique Bel.
| № | # | Titre                         | Réalisation      | Scénario                                                    | Audiences    | Première diffusion (TF1) |
| --- | - | ----------------------------- | ---------------- | ----------------------------------------------------------- | ------------ | ------------------------ |
| 21 | 1 | Rats attack                   | Stéphane Kappes  | Anne-Marie Catois et Laurent Chouchan                       | 3,5 millions | 27 avril 2015            |
| Port Garrec s'apprête à accueillir des enfants de Hamelin, ville jumelle de Basse-Saxe. Quand des rats morts sont découverts dans les rues, la panique s'empare du village, qui craint une épidémie de peste. Mme Perez et Mario prennent les choses en main. Mais les Allemands renoncent alors à venir. |   |                               |                  |                                                             |              |                          |
| 22 | 2 | La belle et la bête           | Stéphane Kappes  | Anne-Marie Catois, Laurent Chouchan et Christophe Chevalier | 4,1 millions | 20 avril 2015            |
| Doc Martin a trouvé une remplaçante afin de pouvoir partir en voyages de noces avec Julie. Il s'agit d'une magnifique Russe, Adriana Soupov. Celle-ci est chargée de soigner l'épisode dépressif de Bernard Groslay, et emploie pour cela une nouvelle méthode : la «calinothérapie». En les voyant ainsi s'échanger caresses, sourires et baisers, les habitants du village sont perplexes, se demandant comme il a réussi à séduire une telle beauté... |   |                               |                  |                                                             |              |                          |
| 23 | 3 | Une camisole pour le Doc      | Stéphane Kappes  | Alice Chigary-Breugnot et Pascale Memery                    | 4,1 millions | 20 avril 2015            |
| Julie a mis à la porte Martin à la suite de l'annulation de leur voyage de noces. Martin le vit mal et commence à avoir des maux de tête et des hallucinations. D'autres habitants du village sont également victimes de visions. Que se passe-t-il à Port-Garrec ? |   |                               |                  |                                                             |              |                          |
| 24 | 4 | La grande illusion            | Stéphane Kappes  | Manon Dillys - Sébastien Le Délézir et Alain Stern          | 4,1 millions | 20 avril 2015            |
| Lors des élections municipales, Madame Perez soutient un projet controversé du «Grand Quimpernac». Les habitants de Port-Garrec cherchent un candidat pour se présenter contre elle. Doc Martin refuse tout d'abord... jusqu'à le faire par amour de Julie. Il se lance alors dans la campagne. |   |                               |                  |                                                             |              |                          |
| 25 | 5 | Le loup-garrou de Port-Garrec | Rodolphe Chauvin | Akima Seghir et Stéphane Kaminka                            | 3,5 millions | 27 avril 2015            |
| Julie croit avoir aperçu la silhouette d'un loup-garou lors d'une nuit de pleine lune. Martin n'y croit pas : les loups-garous, ça n'existe pas. Mais quand il ausculte un homme au corps et au visage entièrement couverts de poils, le Doc comprend alors la méprise... Comment soigner ce patient ? |   |                               |                  |                                                             |              |                          |
| 26 | 6 | Martin les doigts d'or        | Rodolphe Chauvin | Brigitte Bémol et Brigitte Leclef                           | 3,5 millions | 27 avril 2015            |
| Un ancien copain de la fac de médecine, Bob, vient rendre visite à Martin. Il comprend rapidement la raison de son exil : sa peur du sang. Bob a une solution : l'hypnose. Réussira-t-il à guérir Martin ? Entre-temps, Julie a décidé de s'exiler au Canada en tant que directrice d'une école pilote... et elle a aussi trouvé pour Martin un poste à l'hôpital de la ville !                                                                           |   |                               |                  |                                                             |              |                          |

## Audience
Lors de sa première diffusion en France, le 10 janvier 2011, la série réunit pour son premier épisode 8,9 millions de téléspectateurs, soit 37,5 % de part d'audience. Si la série fédère désormais environ 5,7 millions de téléspectateurs en moyenne, la série a enregistré une importante perte d'audience entre les épisodes 1 et 2 de la deuxième saison. L'écart se chiffre à presque un million de téléspectateurs. Lors des rediffusions à partir du 21 février 2014 sur la chaîne HD1, la série réunit 265 000 téléspectateurs et 1 % de part d'audience.